# 코인토스 스미르나이오스

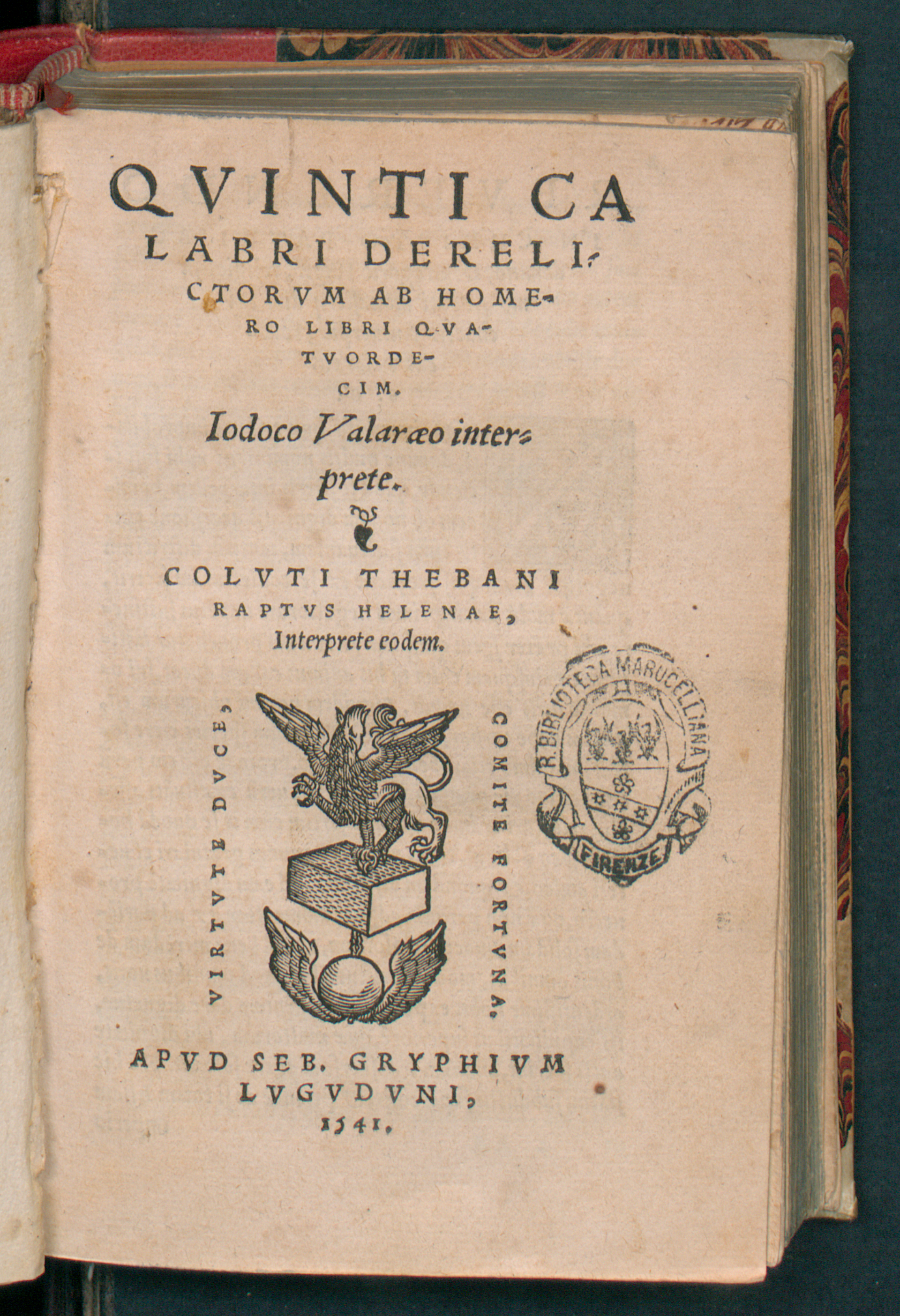
Posthomerica, 1541

코인토스 스미르나이오스(그리스어: Κόϊντος Σμυρναῖος), 또는 퀸투스 스미르나이우스(라틴어: Quintus Smyrnaeus)는 그리스의 서사 시인으로, 트로이아 전쟁 이야기에서 이어지는 《호메로스 후속편》(Posthomerica)을 썼다.
스미르나이오스가 어느 시대 사람인지는 논란의 여지가 있지만, 관례에서는 4세기 후반의 인물로 여기고 있다. "그가 살던 시기는 대략 시의 두 구절로 파악할 수 있는데, vi. 531 sqq.에는 테오도시우스 1세(379년 ~ 395년)가 금지한 원형경기장의 인간과 짐승의 싸움을 그린 삽화가 나온다. xiii. 335 sqq.에는 특별한 구체적인 예언이 들어있는데, 튁센과 쾨힐리는 이것이 4세기 중엽에 적용할 수 있다고 한정하였다."
일부 학자들은 그의 《호메로스 후속편》이 1세기와 2세기에 번성한 그리스 웅변가 학교 "두 번째 소피스트"의 영향력을 보여준다고 주장하며, 그가 빠르면 1세기, 더 나아가 2세기 사람일 수도 있음을 시사하였다. 스미르나이오스 자신의 이야기(xii. 310)에 따르면, 그는 어린 시절 스미르나(오늘날 이즈미르) 근처에서 양을 치며 시를 작곡하기 시작하였다. 《호메로스 후속편》으로 알려진 그의 서사시는 열네 권으로, 호메로스의 일리아스의 마지막에서 트로이아 전쟁의 최후까지를 시간적 배경으로 두고 있다. 《호메로스 후속편》은 이 기간을 다룬 최초의 현존하는 작품이라는 점에서 매우 중요하며, 그가 인용했던 서사시권에 포함된 고졸기 작품은 유실되었다.
서사시의 소재는 베르길리우스(그가 쓴 것으로 알려진 작품 포함)의 주기적인 시를 빌려왔으며, 또한 특히 아르크티노스 밀레시오스의 Aethiopis(멤논의 출현)와 Iliupersis(트로이아의 파괴), 레스케스의 Ilias Mikra(작은 일리아스)에서도 가져왔다. 코인토스의 작품은 밀접하게 호메로스를 모범으로 쓰여졌지만, 시인으로서 호메로스의 아래에 속한다는 것은 보편적으로 인정받고 있다.

## 참고 문헌
- Z. Zimmermann (author of other valuable articles on the poet), (1891)
- Franz Kehmptzow, De Quinti Smyrnaei fontibus ac mythopoeia (1889)
- C.-A. Sainte-Beuve, Etude sur . . . Quinte de Smyrne (1857)
- F.A. Paley, Quintus Smyrnaeus and the "Homer" of the tragic Poets (1879)
- G. W. Paschal, A Study of Quintus Smyrnaeus (Chicago, 1904).-->
- Chisholm, Hugh, 편집. (1911). 〈Quintus Smyrnaeus〉. 《브리태니커 백과사전》 11판. 케임브리지 대학교 출판부.